# Kozma Simon (képzőművész)
Kozma Simon (Kolozsvár, 1944. február 22. – Babarc, 2022. december 14.) magyar képzőművész.

## Élete
Kolozsváron született 1944-ben örmény katolikus családban, szülei Kozma Simon (1918–2004) és Pongrátz Anna Mária (1921–1988) tanárok. Anyai nagybátyja Pongrátz Gergely, a Corvin köz parancsnoka az 1956-os forradalomban. Nagyszüleinél élt Budapesten ötéves koráig, amikor átszökött a határon Romániába. Almásegresen járt iskolába, majd Lippán, Radnán, Temesillésden, mindig, ahol pedagógus szülei tanítottak. Anyjától tanult rajzolni és festeni, aki Budapesten elvégezte a Képzőművészeti Főiskolát, és rajztanár volt. Első osztályos korában első díjat nyert egy Arad megyei rajzversenyen. 1962-ben az Aradi Vagongyár Szakiskolájába került, ahol elkezdett verseket írni és matematika olimpiát nyert. Verseket és cikkeket írt a Flacara helyi újságnak. Néhány évig fizikai munkás a Vagongyárban és a Fierarul-ban, esti líceumban érettségizett, majd 1969-ben elvégezte a Fogtechnikai Főiskolát Aradon. Fogtechnikusként dolgozott Románvásáron, Szilágysomlyón, Gátalján, Aradon és Pécsett. Aradon megszervezte az első Fogászati Kongresszust. Feleségét, Nagy Ildikót Szilágysomlyón ismerte meg, két gyermekük született. Néhány évet Olaszországban dolgozott, majd hazatért Magyarországra. A Baranya vármegyei Babarcon telepedett le.
Főiskola után, amikor Románvásárra került, elkezdett akvarell- és olajképeket festeni, 1968-ban nyílt meg az első önálló kiállítása. Irodalmi kört alapított és vezette az új kultúrházban. Megismerkedett Nichita Stanescuval, Laurentiu Ulici-al, St. A. Doinas-al. Nichitaval és Laurențiu Ulici-al közeli barátságba került. A második kiállítása Szilágysomlyón ismét olajfestményekből állt, majd az Aradon rendezett harmadik kiállításán már viaszképekkel jelentkezett. Ebben a technikában megtalálta saját stílusát, ami végig kísérte az életét. Művészi hitvallása szerint a művészet menekülés a lélek számára és szükséges a túléléshez.: „Ars spiritum alit” – a művészet a lélek tápláléka. A Magyar Képzőművészek Stockholmi Szövetségnek és a budapesti székhelyű Művészetbarátok Egyesületének tagja.

## Munkássága
A képzőművészeti tanulmányait és fogtechnikusi szakmájának tapasztalatait ötvözte a saját maga által kifejlesztett viasztechnikával készített képein, amelyben nagy szerepet játszott a véletlen: lánggal, vízzel, jéggel és késekkel irányította, munkálta meg a viaszt. A viasz plasztikus, organikus textúrája különös hatást eredményez. A művek gyakran emlékeztetnek testnedvekre, húsra, belső szervekre vagy más természeti képződményekre. Sok képen barna, vörös és mély zöld színeket használt. A képek reliefszerűek, szoborszerű kiemelkedésekkel. A formák gyakran virágra, tengeri lényekre, sziklákra vagy vallási szimbólumokra emlékeztetnek. Néhány kép kifejezetten vallási szimbólumokat mutat (pl. a kereszt, a fényből kiemelkedő alakok). Viaszképei több mint hatvan egyéni kiállításon kerültek bemutatásra. Hatvankét egyéni kiállítása volt hét országban. Mintegy hétszáz képe huszonhárom ország magán- és közgyűjteményeiben található. 2004–2006 között saját galériája volt Pécsett Simon Galéria néven, ahol hetven képe volt látható állandó kiállításon.
Körülbelül száz verse jelent meg nyomtatásban különböző újságokban, lapokban. Készített mintegy harminc bronz kisplasztikát, és ugyanannyi viaszszobrocskát.

## Egyéni kiállítások (válogatás)
- 1976 Arad, Művészeti Galéria, megnyitotta: Horea Medeleanu
- 1978 Bukarest, Amfiteatru Galéria, megnyitotta: Nichita Stanescu
- 1980 Bukarest, Atheneum Ifjúsági Galéria, megnyitotta: Nichita Stanescu
- 1980 Temesvár, Sajtóklubb, megnyitotta: Alaszú Pál
- 1980 Arad, Állami Színház, megnyitotta: Horia Medeleanu
- 1982 Bukarest, Nemzeti Színház, megnyitotta: Nichita Stanescu
- 1989 Szigetvár, Vigadó, megnyitotta: Cseke Klára Anna
- 1999 Pécs, Meditterán Hotel, megnyitotta: Lénárd József
- 2007 Fiugi, Terme di Bonifacio VIII, megnyitotta: Fiugi város polgármestere
- 2008 Budapest, Belváros Lipótváros Nemzetiségek Háza Román Önkormányzat Kiállító terme, megnyitotta: Kozma Mihály
- 2009 Budapest, Best Western Hotel Hungária, megnyitotta: Kozma Mihály
- 2014 Budapest, Barrio del Tango, megnyitotta: Székely András Bertalan
- 2015 Paks, Csengei Dénes Kulturális Központ, megnyitotta: Tisza Veronika, Cseke Klára Anna[3]
- 2015 Budapest, Belváros Lipótváros Nemzetiségek Háza, megnyitotta: Kőrösi Mária
- 2015 Budapest, Kőbányai Kőrösi Csoma Sándor Kulturális Központ, megnyitotta: Aniszi Kálmán
- 2015 Pécs, Dóm Múzeum[4]
- 2016 Budapest, TIT Stúdió Galéria, megnyitotta: Juhos-Kiss János[5]
- 2016 Budapest, Magyarok Háza, megnyitotta: Kőrösi Mária
- 2019 Németkér, Művelődési ház, megnyitotta: Tisza Veronika